# Culex sphinx
Culex sphinx är en tvåvingeart som beskrevs av Howard, Dyar och Frederick Knab 1913. Culex sphinx ingår i släktet Culex och familjen stickmyggor. Inga underarter finns listade i Catalogue of Life.